# Американцы (опера)
«Американцы» ― комическая опера в двух действиях Евстигнея Фомина на либретто И. А. Крылова. Написанная в 1788 году, опера не была допущена к постановке цензурой и впервые увидела сцену лишь в 1800, незадолго до смерти композитора, с текстом, отредактированным и переработанным А. И. Клушиным.
После трёх представлений опера была снята с репертуара и забыта. Её партитура находилась в архиве Русского музыкального общества и лишь в начале 1980-х была обнаружена дирижёром Большого театра Владимиром Андроповым. В 1988 под управлением Андропова была сделана запись «Американцев» на виниловой пластинке с ансамблем солистов Большого театра, а в 2002 ― переиздана на компакт-диске.

## Действующие лица
- Дон Гусман, испанский вельможа и военачальник ― бас
- Донна Эльвира, его сестра
- Фолет, новопоселившийся испанец
- Ацем, вождь американцев
- Его сёстры:
  - Цимара, любовница Гусмана
  - Сорета, любовница Фолета
- Фердинанд, подчинённый Гусмана

Испанские воины, американские воины
Действие происходит в Америке в первой половине XVI века.

## Сюжет
Дон Гусман со своим слугой Фолетом прибывают в Новый Свет. Но взявшись за покорение индейцев, они сталкиваются с непредвиденными обстоятельствами: хозяин и слуга влюбляются в сестёр Ацема, вождя племени коренных американцев. Сам вождь становится жертвой чар сестры дона Гусмана, донны Эльвиры. В финале оперы три счастливые пары покидают Северную Америку и отправляются в Европу. В опере был выражен мотив борьбы за свободу. Реплики вроде «Нам не смерть сего народа, но нужна одна свобода» цензура сочла неуместными после недавнего пугачевского восстания. Оперу удалось поставить лишь через 12 лет после её создания, но и тогда пришлось убрать «опасные» акценты. 